# Ilham Tower
La Ilham Tower (también conocida como Ilham Baru Tower o IB Tower) es un rascacielos de estilo neofuturista situado en la calle Jalan Binjai de Kuala Lumpur (Malasia). La torre tiene 58 plantas y una altura de 274 metros. Fue completada en 2015 y es el séptimo edificio más alto de Kuala Lumpur. El diseño de la Ilham Tower es el resultado de un cuidadoso proceso de búsqueda de la forma. Detrás de su exoesqueleto diagonal, que incluye grandes marcos triangulares de hormigón y celosías exteriores, se encuentra un elegante acristalamiento insertado en la estructura del edificio.
La arquitectura de la Ilham Tower, con sus características líneas, pretende ser un «brindis» a la ciudad. Alberga treinta y tres plantas de oficinas y veintidós plantas de apartamentos con servicios, que suponen una superficie total de unos 90 000 m². La torre tiene aparcamiento para los trabajadores y visitantes.